# Gneu Corneli Lèntul Marcel·lí
Gneu Corneli Lèntul Marcel·lí (en llatí: Gnaeus Cornelius P. f. Lentulus Marcellinus) va ser un magistrat romà. Era fill de Publi Corneli Lèntul Marcel·lí, i formava part de la família dels Cornelis Lèntuls, dins la gens Cornèlia.
De molt jove va participar en l'acusació contra Verres (70 aC), i entre el 67 i el 65 aC va participar, com a legatus pro praetore, en les guerres de Pompeu contra els pirates de Cilícia. El 61 aC va intervenir en el judici contra Publi Clodi per violació dels misteris de la Bona Dea, donant suport al seu parent Luci Corneli Lèntul Crus. Més endavant, el 59 aC, va ser pretor i va presidir el judici contra Gai Antoni Híbrida, el col·lega de Ciceró.
Es va casar almenys en dues ocasions. No se sap qui va ser la seva primera esposa, però la segona va ser probablement Escribònia, que era uns vint anys més jove que ell i que després va ser la segona esposa del primer emperador romà, Octavià August.
Més tard va ser procònsol a Síria (part del 59 aC i tot el 58 aC), on va combatre els atacs depredadors de les tribus àrabs. L'any 57 aC, ja era a Roma i es va presentar a les eleccions a cònsol, càrrec que va exercir l'any 56 aC junt amb Luci Marci Filip, combatent les violències de Clodi i del tribú Porci Cató. A finals d'any es va destacar per afavorir el retorn de l'exili de Ciceró i procurar que recuperàs la seva casa i les seves propietats. També va procurar limitar la influència de Pompeu, impedint la seva anada a Egipte per restaurar a Ptolemeu XII Auleta; sembla que va ser aquesta actitud la que després va induir a Pompeu a participar en el triumvirat a l'acord de Luca.
Després del consolat no torna a ser pràcticament esmentat, i es desconeix quan va morir. Ciceró elogia la seva eloqüència, sobretot de l'època en què va ser cònsol. Se sap que va ser un dels sacerdots epulons.